# Desmodus
Desmodus é um gênero de morcegos da família Phyllostomidae.

## Espécies
- Desmodus rotundus (É. Geoffroy, 1810)
- †Desmodus draculae Morgan, Linares & Ray, 1988